# Divã (série)
Divã é uma minissérie televisiva brasileira produzida e exibida pela Rede Globo originalmente de 5 de abril a 24 de maio de 2011
Baseada em obra original de Martha Medeiros, com roteiro adaptado por Marcelo Saback e Ângela Chaves, sob direção de núcleo de Jayme Monjardim e direção geral de José Alvarenga Jr.. Lilia Cabral viveu a personagem principal.
Foi reexibida no Viva em 2021 na faixa das 20h30, como uma homenagem ao ator Paulo Gustavo.

## Sinopse
Depois de receber alta de Lopes e passar algum tempo afastada da terapia, Mercedes decide voltar ao divã em busca de novas respostas para seus questionamentos.
Recém-separada e com os filhos já crescidos, ela se envolve com um homem casado, com quem parece viver um conto de fadas em Nova Iorque, encara o relacionamento do filho Bruno (Duda Nagle) com uma mulher mais velha, reencontra um antigo amor da época da escola. Além disso, mostra seu lado solidário e decide se voluntariar em um asilo, descobre o verdadeiro poder de uma amizade e, para completar, percebe que a vida pode ser muito curta.
Nesta nova fase, Mercedes conta com o apoio da amiga Tânia (Totia Meireles) e do cabeleireiro Renée (Paulo Gustavo). Tânia é uma mulher descolada e divertida que a aconselha nas situações mais adversas. Dona de uma galeria, ela oferece a Mercedes a oportunidade de expor seu trabalho. Já o cabeleireiro Reneé é diversão garantida com suas dicas irreverentes.

## Elenco
| Intérprete         | Personagem         |
| ------------------ | ------------------ |
| Lilia Cabral       | Mercedes Cunha     |
| Totia Meirelles    | Tânia              |
| Duda Nagle         | Bruno Cunha        |
| Johnny Massaro     | Thiago Cunha       |
| Paulo Gustavo      | Renée Gama         |
| Domingos Montagner | Carlos Alencar     |
| Marcello Airoldi   | Jurandir Peçanha   |
| Lara Rodrigues     | Michelle Guimarães |
| Júlia Almeida      | Magali             |
| Lidiane Ribeiro    | Natália            |
| Mabel Cezar        | Taís               |
| Mitzi Evelyn       | Jussara            |

### Participações
| Intérprete      | Personagem |
| --------------- | ---------- |
| Patrícia Pillar | Suzana     |

## Episódios
1. Doutor, Posso Voltar? (1ª parte) (05/04/2011)
2. Doutor, Posso Voltar? (2ª parte) (12/04/2011)
3. Solidão: Divido Com Quem? (19/04/2011)
4. Vida Real, Dá Para Inventar? (26/04/2011)
5. Amigos Do Passado: Isso Tem Futuro? (03/05/2011)
6. Amigo Virtual é Normal? (10/05/2011)
7. Amigas Para Sempre? (17/05/2011)
8. A Morte, Tá Viva? (24/05/2011)

## Prêmios e indicações
| Ano  | Prêmio       | Categoria                  | Indicação     | Resultado |
| ---- | ------------ | -------------------------- | ------------- | --------- |
| 2011 | Prêmio Extra | Melhor série               | Divã          | Indicado  |
| 2011 | Prêmio Extra | Melhor revelação masculina | Paulo Gustavo | Indicado  |